# Love Is the Drug (Lied)
Love Is the Drug ist ein Song von Roxy Music, der zuerst auf Siren, dem fünften Studioalbum der Gruppe im Jahr 1975 erschien.

## Hintergrund
Der Song war die erste Singleauskopplung aus dem Album Siren. Die unverwechselbare Bassline von John Gustafson beeinflusste spätere Pop- und Rockaufnahmen. In der DVD More Than This: The Story of Roxy Music, sagte Nile Rodgers von Chic, dass der Song einen großen Einfluss auf ihre Aufnahme von Good Times hatte und dass das Bass-Timing nahezu identisch war.
Der Song erreichte Platz 2 in den Charts von Großbritannien und verhalf der Gruppe zu einer beträchtlichen Popularität in den Vereinigten Staaten, wo er im Jahr 1976 auf Platz 30 in den Billboard Hot 100-Charts vorrückte und damit die höchste Position, die ein Roxy Music Stück erreichte. In den UK Single Charts erreichte nur ihr Stück Jealous Guy eine höhere Positionierung. Die B-Seite der Single war in den meisten Staaten das Stück Sultanesque, ein Stück von Ferry, das auf dem Boxenset The Thrill of It All enthalten ist. Love Is the Drug wurde in die The Rock and Roll Hall of Fame’s 500 Songs that Shaped Rock and Roll aufgenommen.

## Rezeption
Das Stück erhielt überwiegend positive Kritiken. Dave Thompson schrieb über Stück und seinen Einfluss bei Allmusic:

“Indeed, peel away the radio-pleasing buoyancy which is the song’s immediate calling card and Love Is the Drug is as grimly unrelenting as any past Roxy attack – as taut as it is tight, as sordid as it is sensual. Simple Minds, Gang of Four, Public Image Ltd., and the Human League can all trace at least a soupçon of their future funkiness to Love Is the Drug, as can Roxy themselves.”

„Tatsächlich, entferne den Radio-freundlichen Frohsinn, der die unmittelbare Visitenkarte des Songs ist und Love Is the Drug ist so grimmig unerbittlich wie jede vorherige Roxy-Attacke – so prall wie knapp, so schmutzig wie sinnlich. Simple Minds, Gang of Four, Public Image Ltd. und Human League, alle können mindestens einen Hauch ihrer zukünftigen Funkiness zu Love Is the Drug zurückverfolgen, so wie Roxy selber auch.“

## Musiker
- Bryan Ferry: Gesang, Klavier
- Andy Mackay: Oboe, Saxophon
- John Gustafson: Bass
- Paul Thompson: Schlagzeug, Pauken
- Phil Manzanera: Gitarre
- Eddie Jobson: Geige, Synthesizer, Keyboard

## Chartplatzierungen
| ChartsChartplatzierungen       | Höchstplatzierung | Wochen |
| ------------------------------ | ----------------- | ------ |
| Deutschland (GfK)              | 39 (3 Wo.)        | 3      |
| Vereinigtes Königreich (OCC)   | 2 (12 Wo.)        | 12     |
| Vereinigte Staaten (Billboard) | 30 (14 Wo.)       | 14     |

## Coverversionen
Der Song wurde von vielen Musikern gecovert, darunter Lisa Zane, Kylie Minogue, Tomoyasu Hotei und Ali Campbell. Die bekannteste Version stammt von Grace Jones, die das Stück auf ihrem Album Warm Leatherette im Jahr 1980 veröffentlichte. Die Version von 1985, auf der Zusammenstellung Island Life veröffentlicht, erreichte Platz 35 in den UK Charts.